# Circuito de Navarra
Der Circuito de Navarra ist eine 2010 eröffnete Motorsport-Rennstrecke in Los Arcos, in der autonomen Region Navarra in Nord-Spanien.

## Geschichte

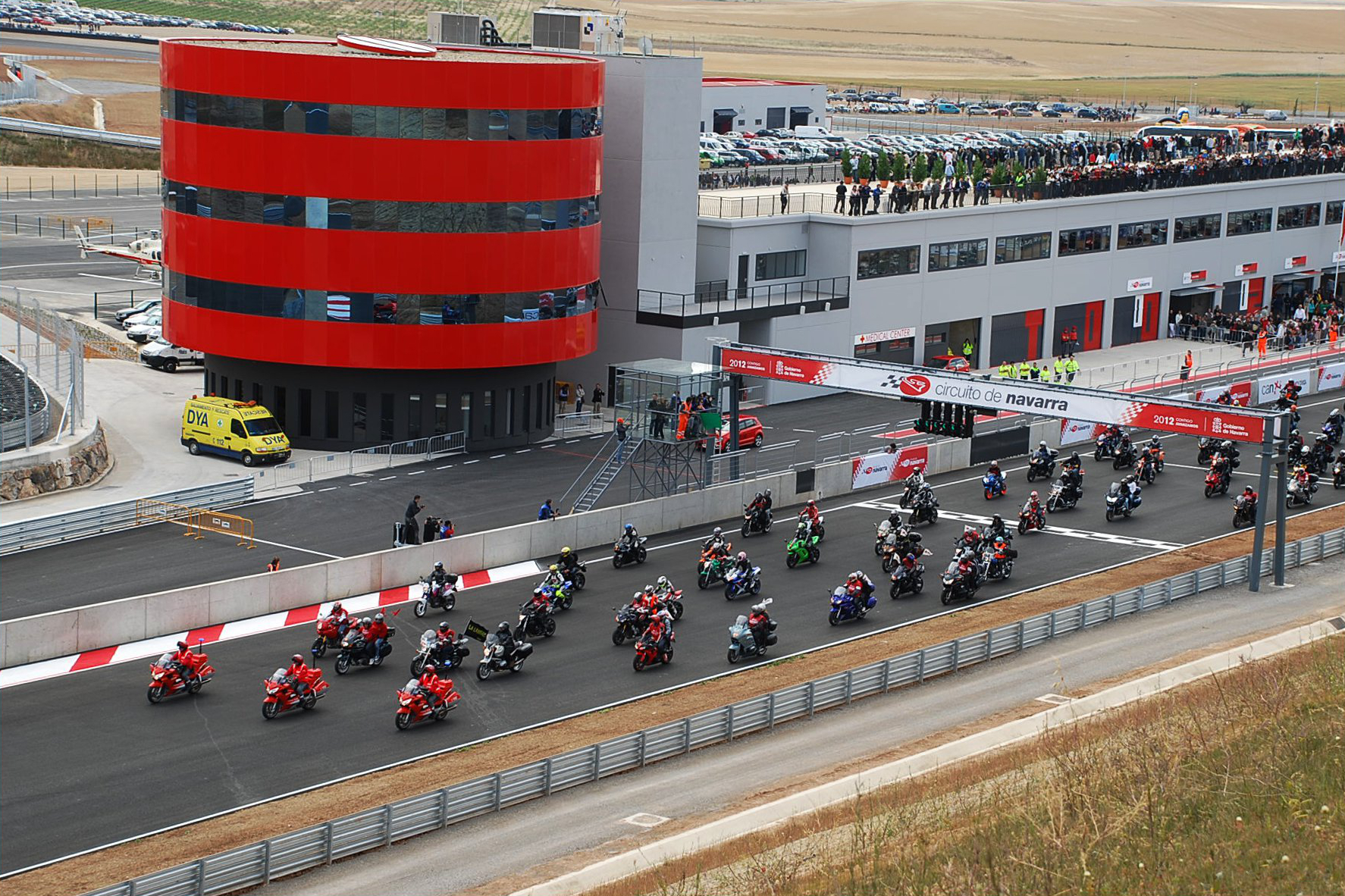
Start und Zielbereich Circuito de Navarra bei der Eröffnung 2010

Die Pläne für die Rennstrecke in Nordspanien wurden erstmals 2007 von der privaten Samaniego-Gruppe angekündigt. Aufgrund von Finanzierungsschwierigkeiten wurde die Regierung von Navarra Mehrheitseigentümer und die Bauarbeiten begannen 2009 mit einem Kostenaufwand von 50 Mio. EUR.
Die Rennstrecke wurde im Juni 2010 fertiggestellt und war 3,933 km lang. Sie hat sich dank des guten Wetters und der Nähe zur französischen Grenze zu einer beliebten Testlocation entwickelt. 
Im November 2022 wurde die Strecke an die britische Motorsport Vision Gruppe des ehemaligen Formel-1-Piloten Jonathan Palmer übernommen, die bereits 6 Rennstrecken in Großbritannien betreibt. Diese führte neben zahlreichen Investitionen auch eine Umgestaltung des Layouts durch: die kurve 6 wurde neu gestaltet und zwischen den Kurven 11 und 13 ein neuer 650 m langer Streckenabschnitt geschaffen, so dass der Kurs nun 17 Kurven und eine Länge von 4,313 km aufweist.

## Streckenbeschreibung

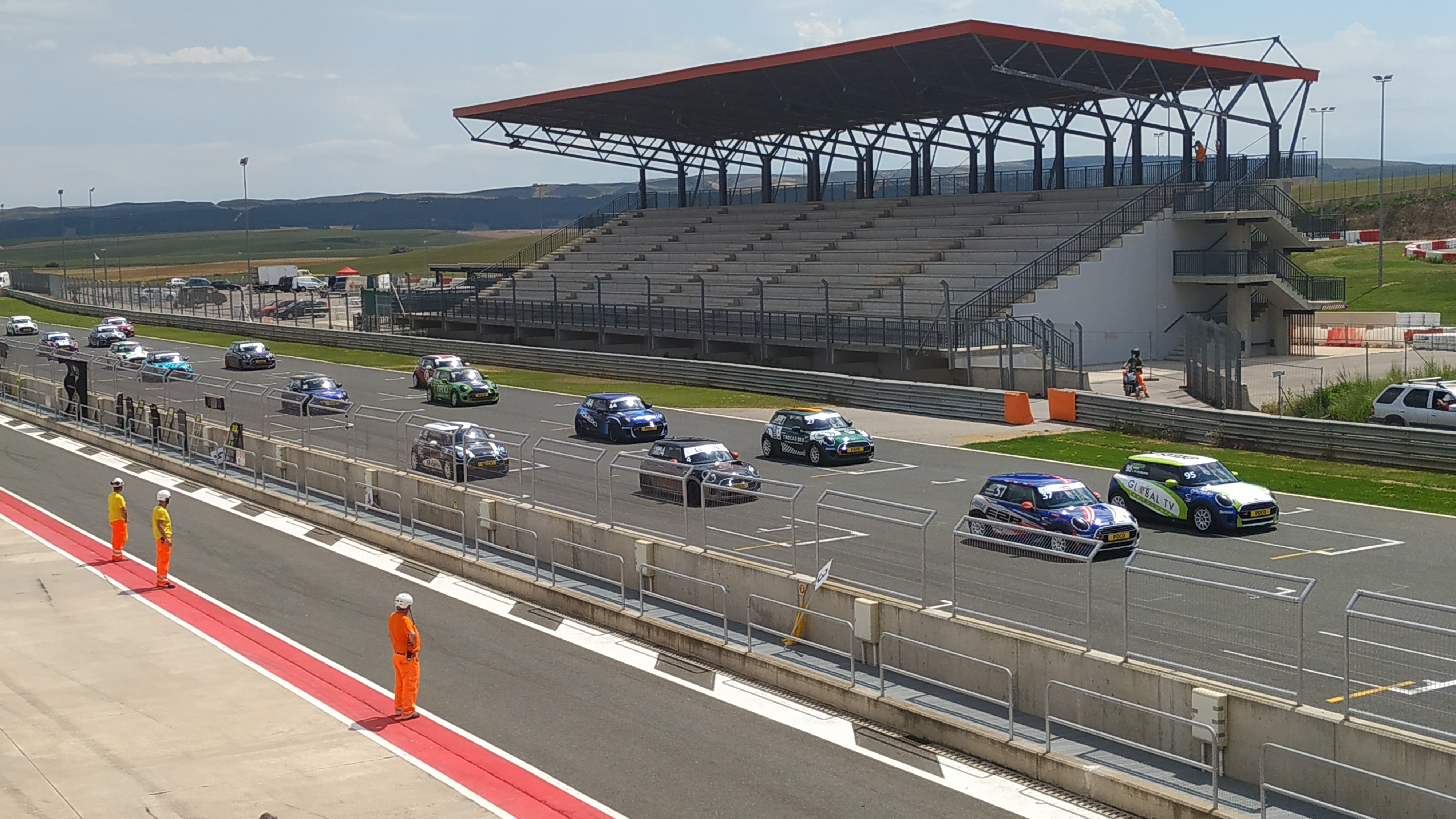
Start und Zielgerade des Circuito de Navarra

Die Strecke ist von der FIA Grade 2 (Rennwagen) sowie von der FIM B (Superbike) homologiert. Die unabhängig voneinander betriebenen Variante 1 ist nun 2693 m (zuvor 2672 m) lang und die Variante 2 hat nun eine Streckenlänge von 1391 Meter (zuvor 1332 m).
Sie hat eine Boxenanlage mit 32 Boxen a 105 m² und ein 7500 m² umfassendes Fahrerlager. 17 VIP-Loungen a 63 m² stehen zur Verfügung.
Hinter der 1000 Sitze umfassenden Haupttribüne auf der Start-Zielgerade befindet sich eine bis zu 995 m lange und 8 m breite Kartbahn.

## Veranstaltungen
Aktuell starten die spanische Superbike Serie, die spanische Formel 4 Meisterschaft und die iberische TCR-Meisterschaft auf der Strecke.
Weitere Veranstaltungen in der Vergangenheit umfassten unter anderem:
- Superbike-WM (2021)
- Seitenwagen-WM (2019)
- VdeV Challenge (2018–19)
- 12 Stunden von Navarra (2018)
- Vuelta a España (2017, 2019)
- FFSA GT Meisterschaft (2012, 2015)
- Truck EM (2013–14)
- FIA GT Serie (2013)
- Blancpain Endurance Serie (2011–12)
- FIA GT1 WM (2010–12)
- Superleague Formula (2010)

## Weblinks

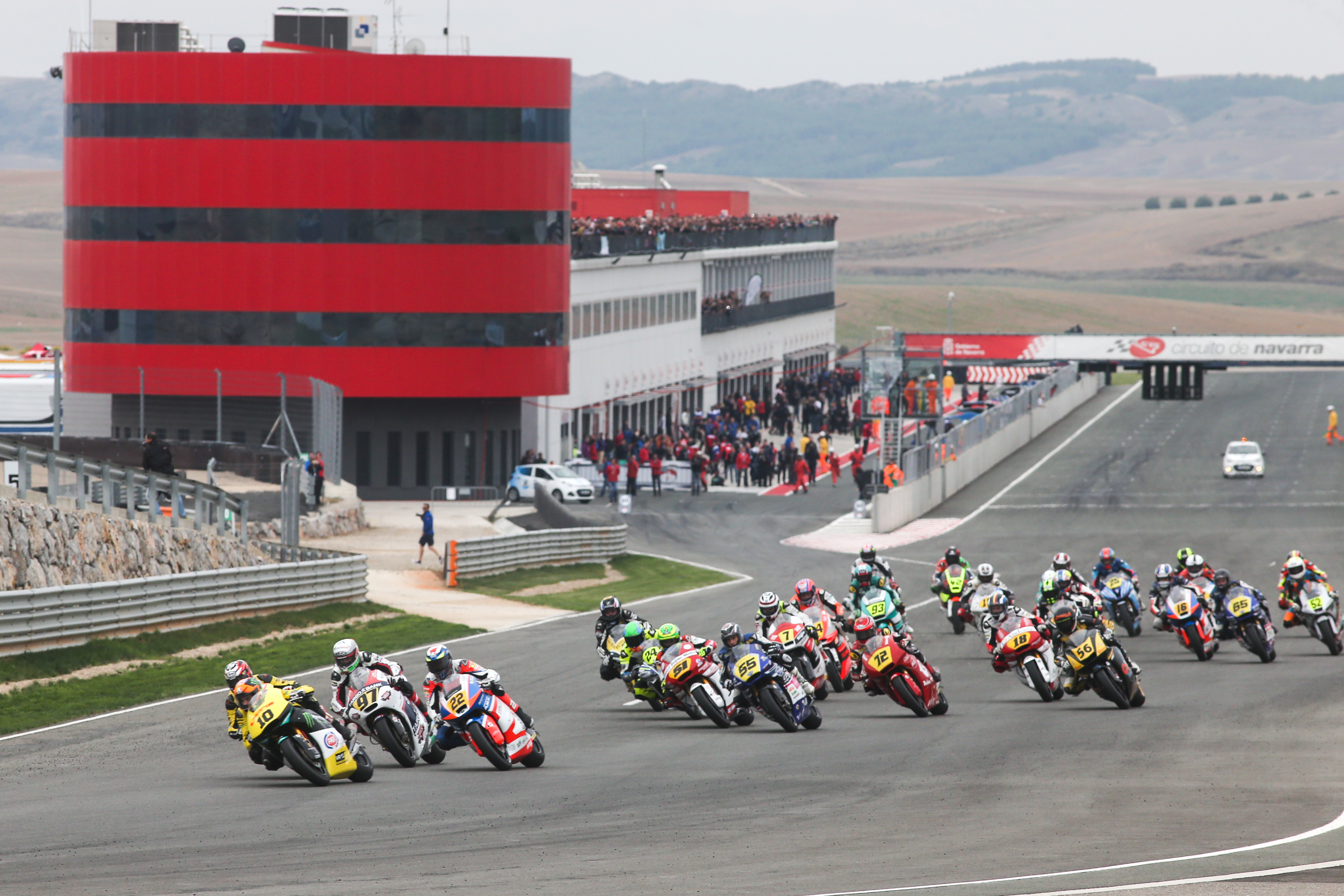
Kurve 1 des Circuito de Navarra